# Lamartine (Wisconsin)
Lamartine (primitivamente chamada Seven-Mile-Creek ou Seven Mile Creek) é uma cidade no condado de Fond du Lac, estado de Wisconsin nos Estados Unidos. A população era de 1.616 no censo de 2000. As comunidades não incorporadas de Lamartine, Rogersville e Woodhull estão localizadas na cidade.
Recebeu este nome em homenagem ao poeta francês, Alphonse de Lamartine.